# Équipe de Géorgie de football au Championnat d'Europe 2024
Cet article relate le parcours de l’équipe de Géorgie de football lors du Championnat d'Europe de football 2024 qui a lieu du 14 juin au 14 juillet 2024 en Allemagne.
Le 26 mars 2024, la Géorgie se qualifie pour l'Euro 2024 en éliminant la Grèce en finale de barrage aux tirs au but (4-2) après un score nul et vierge durant l'ensemble du temps réglementaire et des prolongations ; il s'agit de la première qualification du pays pour une compétition internationale. Cette qualification est très importante pour la Géorgie, rassemblant le pays derrière un objectif commun, renforcer l'identité nationale.

## Qualifications
Les équipes sont placées dans les chapeaux en fonction du classement général des quatre ligues de la Ligue des nations 2022-2023. La Géorgie s'est classée 1er du groupe 4 de la Ligue C avec 16 points.
Le tirage au sort des éliminatoires de l'Euro 2024 se déroule le 9 octobre 2022 au Festhalle à Francfort.
La Géorgie tombe dans le groupe A, composé de : L'Espagne, l'Écosse, la Norvège ainsi que Chypre.

### Éliminatoires
| Rang | Équipe  | Pts | J | G | N | P | Bp | Bc | Diff |  | Résultats (▼ dom., ► ext.) |     |     |     |     |     |
| ---- | ------- | --- | - | - | - | - | -- | -- | ---- |  | -------------------------- | --- | --- | --- | --- | --- |
| 1    | Espagne | 21  | 8 | 7 | 0 | 1 | 25 | 5  | +20  |  | Espagne                    |     | 2-0 | 3-0 | 3-1 | 6-0 |
| 2    | Écosse  | 17  | 8 | 5 | 2 | 1 | 17 | 8  | +9   |  | Écosse                     | 2-0 |     | 3-3 | 2-0 | 3-0 |
| 3    | Norvège | 11  | 8 | 3 | 2 | 3 | 14 | 12 | +2   |  | Norvège                    | 0-1 | 1-2 |     | 2-1 | 3-1 |
| 4    | Géorgie | 8   | 8 | 2 | 2 | 4 | 12 | 18 | -6   |  | Géorgie                    | 1-7 | 2-2 | 1-1 |     | 4-0 |
| 5    | Chypre  | 0   | 8 | 0 | 0 | 8 | 3  | 28 | -25  |  | Chypre                     | 1-3 | 0-3 | 0-4 | 1-2 |     |

- Sélection directement qualifiée pour l'Euro 2024

### Barrages
Malgré la quatrième place de la Géorgie dans son groupe A, un des groupe les plus relevés de cette phase éliminatoire, le pays à l'occasion de se relever grâce à la très bonne performance des Géorgiens à la Ligue des nations 2022-2023. En effet, les Croisés ayant finit premier de leur groupe lors de cette même Ligue des Nations, ils participeront aux barrages de la voie C leur ouvrant la porte vers une potentielle qualifications dans le groupe F de l'Euro avec la Turquie, le Portugal et la Tchéquie, seulement s'ils parviennent à remporter ces barrages.
Pour ce faire, ils devront vaincre le Luxembourg puis par la suite, si victoire face au lions rouges s'ensuit, ils devront faire trépasser le gagnant du match Grèce - Kazakhstan pour décrocher leur billets vers l'Allemagne.
Voie de la Ligue C
|  | Demi-finales            | Demi-finales            | Demi-finales            | Demi-finales            |          |          | Finale                  | Finale                  | Finale                  | Finale                  |
|  |                         |                         |                         |                         |          |          |                         |                         |                         |                         |
|  | 21 mars 2024 - Tbilissi | 21 mars 2024 - Tbilissi | 21 mars 2024 - Tbilissi | 21 mars 2024 - Tbilissi |          |          | 26 mars 2024 - Tbilissi | 26 mars 2024 - Tbilissi | 26 mars 2024 - Tbilissi | 26 mars 2024 - Tbilissi |
|  | Géorgie                 | Géorgie                 | 2                       | 2                       |          |          | 26 mars 2024 - Tbilissi | 26 mars 2024 - Tbilissi | 26 mars 2024 - Tbilissi | 26 mars 2024 - Tbilissi |
|  | Géorgie                 | Géorgie                 | 2                       | 2                       |          |          | 26 mars 2024 - Tbilissi | 26 mars 2024 - Tbilissi | 26 mars 2024 - Tbilissi | 26 mars 2024 - Tbilissi |
|  | Luxembourg              | Luxembourg              | 0                       | 0                       |          |          | 26 mars 2024 - Tbilissi | 26 mars 2024 - Tbilissi | 26 mars 2024 - Tbilissi | 26 mars 2024 - Tbilissi |
|  | Luxembourg              | Luxembourg              | 0                       | 0                       | Géorgie  | Géorgie  | 0ap (4)                 | 0ap (4)                 |                         |                         |
|  | 21 mars 2024 - Athènes  |                         |                         |                         | Géorgie  | Géorgie  | 0ap (4)                 | 0ap (4)                 |                         |                         |
|  |                         |                         | Grèce                   | Grèce                   | 0tab (2) | 0tab (2) |                         |                         |                         |                         |
|  | Grèce                   | Grèce                   | Grèce                   | Grèce                   | 0tab (2) | 0tab (2) | 5                       | 5                       |                         |                         |
|  | Grèce                   | Grèce                   |                         |                         |          |          |                         | 5                       |                         |                         |
|  | Kazakhstan              | Kazakhstan              | 0                       | 0                       |          |          |                         |                         |                         |                         |
|  | Kazakhstan              | Kazakhstan              | 0                       | 0                       |          |          |                         |                         |                         |                         |

#### Géorgie - Luxembourg
Le match se déroule d'égal à égal avec un avantage pour les Caucasiens qui, à la 40e minute, après de multiples assauts marque via un centre de Georges Mikautadze devant le but Luxembourgeois que le gardien Anthony Moris échoue à rattraper, erreur qui ne sera pas pardonnée, Budu Zivzivadze la poussant au fond des filets et ouvrant par la même occasion le score pour la Géorgie. Le match poursuit son court jusqu'à la 53e minute ou un centre de Leandro Barreiro atterri devant Gerson Rodrigues qui contrôle et tire égalisant à 1 partout. Mais, coup de tonnerre, le but est annulé à cause d'une faute de Maxime Chanot sur Georges Mikautadze au abords de la surface du côté Luxembourgeois, le défenseur des Lions rouges écope d'un carton rouge. À la 63e minute de jeux, Giorgi Chakvetadze décale le ballon à gauche pour Levan Shengelia qui centre au deuxième poteau sur Zivzivadze. Lui la pousse au fond du filet, scellant un peu plus le sort des Luxembourgeois. Le match sera remporté par la Géorgie qui fait un pas de plus vers la qualification à l'Euro 2024.
Demi-finale
| 21 mars 2024                      | Géorgie                                                       | 2 - 0   | Luxembourg                                                                                  | Stade Boris-Paichadze, Tbilissi         |                                         |
| 18h00 · Historique des rencontres | Zivzivadze 40e · ( Shengelia) Zivzivadze 63e                  | (1 - 0) |                                                                                             | Arbitrage : José María Sánchez Martínez | Arbitrage : José María Sánchez Martínez |
| 18h00 · Historique des rencontres | Zivzivadze 21e · Kvekveskiri 78e · Kankava 87e · Kashia 90+2e | Rapport | 24e Pinto · 54e Rodrigues · 56e Chanot · 66e Barreiro · 87e Martins Pereira · 90+2e Bohnert | Arbitrage : José María Sánchez Martínez | Arbitrage : José María Sánchez Martínez |

#### Géorgie - Grèce
Les Grecs ayant dominés le Kazakhstan, les deux équipes se retrouvent en finale des barrages pour accéder au championnat d'Europe 2024. Le match se déroule à domicile pour les Géorgiens, au stade Boris-Paichadze de Tbilissi ou il y a cinq jours de cela, les Croisés ont vainquent les Luxembourgeois pour se retrouver ici.
Les deux sélections ne cessent de se neutraliser durant tout le match malgré quelques grosses occasions loupées de la part des deux camps (Chakvetadze 40e, Bakasétas 100e...). Après de longue prolongations crispantes autant pour les Hellènes que pour les Caucasiens, La séance de tir au but devient inévitable. Khvicha Kvaratskhelia, star de l'équipe Géorgienne ne pourra pas tirer de pénalty, étant sorti blessé lors des prolongations. Les tirs au but s'enchaînent, l'étoile montante de la Géorgie, Georges Mikautadze rate son pénalty mais le peuple géorgien peut compter sur le reste de son équipe. Les Grecs Anastásios Bakasétas et Giórgos Giakoumákis ratent leurs tirs, le premier, intercepté par Giorgi Mamardashvili et le second tiré à côté. C'est Nika Kvekveskiri qui tient alors le destin de tout un pays sur un tir. Il s'élance et marque, toute la Géorgie est en effervescence et la foule envahie le terrain, comme une revanche de l'Euro 2020 ou les Caucasiens avaient échoués face à la Macédoine du Nord en finale des barrages. Pour la première fois de son histoire, la Géorgie est qualifiée pour un tournoi majeur et son peuple affluera en Allemagne pour soutenir son équipe nationale.

#### Finale
| 26 mars 2024                      | Géorgie                                                         | 0 - 0 ap              | Grèce                                                                             | Stade Boris-Paichadze, Tbilissi                   |                                                   |
| 18h00 · Historique des rencontres |                                                                 | (0 - 0, 0 - 0, 0 - 0) |                                                                                   | Spectateurs : 44 000 Arbitrage : Szymon Marciniak | Spectateurs : 44 000 Arbitrage : Szymon Marciniak |
| 18h00 · Historique des rencontres | Zivzivadze 42e · Loria 45+3e · Kvirkvelia 50e                   | Rapport               | 6e Baldock · 35e Chatzidiákos · 44e Mavropános · 90e Konstantélias · 90+3e Róta · | Spectateurs : 44 000 Arbitrage : Szymon Marciniak | Spectateurs : 44 000 Arbitrage : Szymon Marciniak |
| 18h00 · Historique des rencontres | Kochorashvili · Davitashvili · Mikautadze · Dvali · Kvekveskiri | Tirs au but 4 - 2     | Bakasétas · Masoúras · Bouchalákis · Giakoumákis                                  | Spectateurs : 44 000 Arbitrage : Szymon Marciniak | Spectateurs : 44 000 Arbitrage : Szymon Marciniak |

## Match de préparation
Après une qualifications inédite à l'Euro, la Géorgie organise un match préparatoire contre le Monténégro au stade Pod Goricom à Podgorica la capitale Monténégrine.
Le match commence très bien côté Géorgien qui mène déjà de 1 but au bout de la 10e minute grâce au milieu Otar Kiteishvili qui récupère la balle du corner pour la pousser au fond du filet. Les Géorgiens tentent beaucoup de percé à travers la défense Monténégrine qui finissent par se concrétiser 23 minute après le premier but. Kvaratskhelia qui passe en pronfondeur pour Mikautadze qui lob Milan Mijatović.

La seconde mi-temps se déroule de même que la première avec un match plus offensif côté Géorgien que côté Monténégrin, hormis un très beau jeu de passe à la 66e minute entre Stefan Mugoša et Stevan Jovetić qui marquera, ramenant le score à 2 - 1. Une joie de courte durée pour les Faucons, à la 83e minute, Budu Zivzivadze récupère le ballon de Zuriko Davitashvili et marque réduisant le score et les chances de victoires du Monténégro. Le score de 1 - 3 sera maintenue signant la victoire des Géorgiens, de quoi bien commencer l'Euro.
| 9 juin 2024                       | Monténégro   | 1 - 3   | Géorgie                                           | Stade Pod Goricom, Podgorica                       |                                                    |
| 20h45 · Historique des rencontres | Jovetić 66e  | (0 - 2) | 10e Kiteishvili · 33e Mikautadze · 83e Zivzivadze | Spectateurs : 2 942 Arbitrage : Aleksandar Stavrev | Spectateurs : 2 942 Arbitrage : Aleksandar Stavrev |
| 20h45 · Historique des rencontres | 28e Vukčević | Rapport |                                                   | Spectateurs : 2 942 Arbitrage : Aleksandar Stavrev | Spectateurs : 2 942 Arbitrage : Aleksandar Stavrev |

Le camp de base de la Géorgie se situe dans la ville de Velbert, en Rhénanie-du-Nord-Westphalie.

## Phase finale
Le camp de base de la Géorgie se situe dans la ville de Velbert, en Rhénanie-du-Nord-Westphalie.

### Effectif
NB : Les âges et les sélections sont calculés au début de l'Euro 2024, le 14 juin 2024.
La Géorgie annonce son équipe de 26 joueurs le 22 mai 2024. Le 24 mai, Jaba Kankava décline sa place dans l'équipe et est ensuite remplacé par Gabriel Sigua.

### Premier tour
| v · m | Équipe   | Pts | J | G | N | P | Bp | Bc | Diff |
| ----- | -------- | --- | - | - | - | - | -- | -- | ---- |
| 1     | Portugal | 6   | 3 | 2 | 0 | 1 | 5  | 3  | +2   |
| 2     | Turquie  | 6   | 3 | 2 | 0 | 1 | 5  | 5  | 0    |
| 3     | Géorgie  | 4   | 3 | 1 | 1 | 1 | 4  | 4  | 0    |
| 4     | Tchéquie | 1   | 3 | 0 | 1 | 2 | 3  | 5  | -2   |

#### Turquie - Géorgie
| Match 11                | Turquie                                            | 3 - 1   | Géorgie                         | BVB Stadion Dortmund, Dortmund                                                                    |                                                                                                   |
| 18 juin 2024 18h00 CEST | Müldür 25e · ( Ayhan) Güler 65e · Aktürkoğlu 90+7e | (1 - 1) | 32e Mikautadze ( Kochorashvili) | Spectateurs : 59 127 Arbitrage : Facundo Tello Arbitre vidéo : Alejandro Hernández Hernández (en) | Spectateurs : 59 127 Arbitrage : Facundo Tello Arbitre vidéo : Alejandro Hernández Hernández (en) |
| 18 juin 2024 18h00 CEST | Bardakcı 35e · Çalhanoğlu 89e                      | Rapport | 55e Kvirkvelia                  | Spectateurs : 59 127 Arbitrage : Facundo Tello Arbitre vidéo : Alejandro Hernández Hernández (en) | Spectateurs : 59 127 Arbitrage : Facundo Tello Arbitre vidéo : Alejandro Hernández Hernández (en) |

#### Géorgie - Tchéquie
Modèle:Groupe F du Championnat d'Europe de football 2024/Géorgie - Tchéquie

#### Géorgie - Portugal
Modèle:Groupe F du Championnat d'Europe de football 2024/Géorgie - Portugal

## Statistiques

### Temps de jeu
| N°         | Joueur                |          |          |          |          | TT       | But inscrit | Passe décisive | MJ       | MT       | Légende |
| ---------- | --------------------- | -------- | -------- | -------- | -------- | -------- | ----------- | -------------- | -------- | -------- | --- |
| Gardiens   | Gardiens              | Gardiens | Gardiens | Gardiens | Gardiens | Gardiens | Gardiens    | Gardiens       | Gardiens | Gardiens | Abréviations et symboles : TT : Total de minutes jouées MJ : Nombre de matchs joués MT : Matchs joués en tant que titulaire : but : passe décisive : joueur entré : joueur remplacé : capitaine : carton jaune : carton rouge |
| 1          | Giorgi Loria          | -        | -        | -        | -        | -        | -           | -              | -        | -        | Abréviations et symboles : TT : Total de minutes jouées MJ : Nombre de matchs joués MT : Matchs joués en tant que titulaire : but : passe décisive : joueur entré : joueur remplacé : capitaine : carton jaune : carton rouge |
| 12         | Luka Gugeshashvili    | -        | -        | -        | -        | -        | -           | -              | -        | -        | Abréviations et symboles : TT : Total de minutes jouées MJ : Nombre de matchs joués MT : Matchs joués en tant que titulaire : but : passe décisive : joueur entré : joueur remplacé : capitaine : carton jaune : carton rouge |
| 25         | Giorgi Mamardashvili  | 90       | -        | -        | -        | 90       | -           | -              | 1        | 1        | Abréviations et symboles : TT : Total de minutes jouées MJ : Nombre de matchs joués MT : Matchs joués en tant que titulaire : but : passe décisive : joueur entré : joueur remplacé : capitaine : carton jaune : carton rouge |
| Défenseurs |                       |          |          |          |          |          |             |                |          |          | Abréviations et symboles : TT : Total de minutes jouées MJ : Nombre de matchs joués MT : Matchs joués en tant que titulaire : but : passe décisive : joueur entré : joueur remplacé : capitaine : carton jaune : carton rouge |
| 2          | Otar Kakabadze        | 90       | -        | -        | -        | 90       | -           | -              | 1        | 1        | Abréviations et symboles : TT : Total de minutes jouées MJ : Nombre de matchs joués MT : Matchs joués en tant que titulaire : but : passe décisive : joueur entré : joueur remplacé : capitaine : carton jaune : carton rouge |
| 3          | Lasha Dvali           | 90       | -        | -        | -        | 90       | -           | -              | 1        | 1        | Abréviations et symboles : TT : Total de minutes jouées MJ : Nombre de matchs joués MT : Matchs joués en tant que titulaire : but : passe décisive : joueur entré : joueur remplacé : capitaine : carton jaune : carton rouge |
| 4          | Guram Kashia          | 90       | -        | -        | -        | 90       | -           | -              | 1        | 1        | Abréviations et symboles : TT : Total de minutes jouées MJ : Nombre de matchs joués MT : Matchs joués en tant que titulaire : but : passe décisive : joueur entré : joueur remplacé : capitaine : carton jaune : carton rouge |
| 5          | Solomon Kvirkvelia    | 85       | -        | -        | -        | 85       | -           | -              | 1        | 1        | Abréviations et symboles : TT : Total de minutes jouées MJ : Nombre de matchs joués MT : Matchs joués en tant que titulaire : but : passe décisive : joueur entré : joueur remplacé : capitaine : carton jaune : carton rouge |
| 13         | Giorgi Gocholeishvili | -        | -        | -        | -        | -        | -           | -              | -        | -        | Abréviations et symboles : TT : Total de minutes jouées MJ : Nombre de matchs joués MT : Matchs joués en tant que titulaire : but : passe décisive : joueur entré : joueur remplacé : capitaine : carton jaune : carton rouge |
| 14         | Luka Lochoshvili      | 74       | -        | -        | -        | 16       | -           | -              | 1        | 0        | Abréviations et symboles : TT : Total de minutes jouées MJ : Nombre de matchs joués MT : Matchs joués en tant que titulaire : but : passe décisive : joueur entré : joueur remplacé : capitaine : carton jaune : carton rouge |
| 15         | Giorgi Gvelesiani     | 74       | -        | -        | -        | 74       | -           | -              | 1        | 1        | Abréviations et symboles : TT : Total de minutes jouées MJ : Nombre de matchs joués MT : Matchs joués en tant que titulaire : but : passe décisive : joueur entré : joueur remplacé : capitaine : carton jaune : carton rouge |
| 24         | Jemal Tabidze         | -        | -        | -        | -        | -        | -           | -              | -        | -        | Abréviations et symboles : TT : Total de minutes jouées MJ : Nombre de matchs joués MT : Matchs joués en tant que titulaire : but : passe décisive : joueur entré : joueur remplacé : capitaine : carton jaune : carton rouge |
| Milieux    |                       |          |          |          |          |          |             |                |          |          | Abréviations et symboles : TT : Total de minutes jouées MJ : Nombre de matchs joués MT : Matchs joués en tant que titulaire : but : passe décisive : joueur entré : joueur remplacé : capitaine : carton jaune : carton rouge |
| 6          | Giorgi Kochorashvili  | 90       | -        | -        | -        | 90       | -           | -              | 1        | 1        | Abréviations et symboles : TT : Total de minutes jouées MJ : Nombre de matchs joués MT : Matchs joués en tant que titulaire : but : passe décisive : joueur entré : joueur remplacé : capitaine : carton jaune : carton rouge |
| 9          | Zuriko Davitashvili   | 74       | -        | -        | -        | 16       | -           | -              | 1        | 0        | Abréviations et symboles : TT : Total de minutes jouées MJ : Nombre de matchs joués MT : Matchs joués en tant que titulaire : but : passe décisive : joueur entré : joueur remplacé : capitaine : carton jaune : carton rouge |
| 10         | Giorgi Chakvetadze    | -        | -        | -        | -        | -        | -           | -              | -        | -        | Abréviations et symboles : TT : Total de minutes jouées MJ : Nombre de matchs joués MT : Matchs joués en tant que titulaire : but : passe décisive : joueur entré : joueur remplacé : capitaine : carton jaune : carton rouge |
| 16         | Nika Kvekveskiri      | -        | -        | -        | -        | -        | -           | -              | -        | -        | Abréviations et symboles : TT : Total de minutes jouées MJ : Nombre de matchs joués MT : Matchs joués en tant que titulaire : but : passe décisive : joueur entré : joueur remplacé : capitaine : carton jaune : carton rouge |
| 17         | Otar Kiteishvili      | -        | -        | -        | -        | -        | -           | -              | -        | -        | Abréviations et symboles : TT : Total de minutes jouées MJ : Nombre de matchs joués MT : Matchs joués en tant que titulaire : but : passe décisive : joueur entré : joueur remplacé : capitaine : carton jaune : carton rouge |
| 18         | Sandro Altunashvili   | 89       | -        | -        | -        | 8        | -           | -              | 1        | 0        | Abréviations et symboles : TT : Total de minutes jouées MJ : Nombre de matchs joués MT : Matchs joués en tant que titulaire : but : passe décisive : joueur entré : joueur remplacé : capitaine : carton jaune : carton rouge |
| 19         | Levan Shengelia       | -        | -        | -        | -        | -        | -           | -              | -        | -        | Abréviations et symboles : TT : Total de minutes jouées MJ : Nombre de matchs joués MT : Matchs joués en tant que titulaire : but : passe décisive : joueur entré : joueur remplacé : capitaine : carton jaune : carton rouge |
| 20         | Anzor Mekvabishvili   | 89       | -        | -        | -        | 89       | -           | -              | 1        | 1        | Abréviations et symboles : TT : Total de minutes jouées MJ : Nombre de matchs joués MT : Matchs joués en tant que titulaire : but : passe décisive : joueur entré : joueur remplacé : capitaine : carton jaune : carton rouge |
| 21         | Giorgi Tsitaichvili   | 74       | -        | -        | -        | 74       | -           | -              | 1        | 1        | Abréviations et symboles : TT : Total de minutes jouées MJ : Nombre de matchs joués MT : Matchs joués en tant que titulaire : but : passe décisive : joueur entré : joueur remplacé : capitaine : carton jaune : carton rouge |
| 23         | Saba Lobzhanidze      | -        | -        | -        | -        | -        | -           | -              | -        | -        | Abréviations et symboles : TT : Total de minutes jouées MJ : Nombre de matchs joués MT : Matchs joués en tant que titulaire : but : passe décisive : joueur entré : joueur remplacé : capitaine : carton jaune : carton rouge |
| 26         | Gabriel Sigua         | -        | -        | -        | -        | -        | -           | -              | -        | -        | Abréviations et symboles : TT : Total de minutes jouées MJ : Nombre de matchs joués MT : Matchs joués en tant que titulaire : but : passe décisive : joueur entré : joueur remplacé : capitaine : carton jaune : carton rouge |
| Attaquants |                       |          |          |          |          |          |             |                |          |          | Abréviations et symboles : TT : Total de minutes jouées MJ : Nombre de matchs joués MT : Matchs joués en tant que titulaire : but : passe décisive : joueur entré : joueur remplacé : capitaine : carton jaune : carton rouge |
| 7          | Khvicha Kvaratskhelia | 90       | -        | -        | -        | 90       | -           | -              | 1        | 1        | Abréviations et symboles : TT : Total de minutes jouées MJ : Nombre de matchs joués MT : Matchs joués en tant que titulaire : but : passe décisive : joueur entré : joueur remplacé : capitaine : carton jaune : carton rouge |
| 8          | Budu Zivzivadze       | 85       | -        | -        | -        | 12       | -           | -              | 1        | 0        | Abréviations et symboles : TT : Total de minutes jouées MJ : Nombre de matchs joués MT : Matchs joués en tant que titulaire : but : passe décisive : joueur entré : joueur remplacé : capitaine : carton jaune : carton rouge |
| 11         | Giorgi Kvilitaia      | -        | -        | -        | -        | -        | -           | -              | -        | -        | Abréviations et symboles : TT : Total de minutes jouées MJ : Nombre de matchs joués MT : Matchs joués en tant que titulaire : but : passe décisive : joueur entré : joueur remplacé : capitaine : carton jaune : carton rouge |
| 22         | Georges Mikautadze    | 90       | -        | -        | -        | 90       | -           | -              | 1        | 1        | Abréviations et symboles : TT : Total de minutes jouées MJ : Nombre de matchs joués MT : Matchs joués en tant que titulaire : but : passe décisive : joueur entré : joueur remplacé : capitaine : carton jaune : carton rouge |

| Buts | Joueurs | Adversaires |
| ---- | ------- | ----------- |
|      |         |             |

| Passes | Joueurs | Adversaires |
| ------ | ------- | ----------- |
|        |         |             |